# Petulanos plicatus
Petulanos plicatus är en fiskart som först beskrevs av Eigenmann 1912.  Petulanos plicatus ingår i släktet Petulanos och familjen Anostomidae. Inga underarter finns listade i Catalogue of Life.